# ポロニウム209
ポロニウム209 (Polonium-209・209Po) とは、ポロニウムの同位体の1つ。

## 概要
209Poは、半減期が102年の放射性同位体であり、ポロニウムの全ての同位体の中で最も長い寿命を持つ核種である。半減期が年単位のポロニウムの同位体は他に208Poしかない。
209Poの99.516%はアルファ崩壊で崩壊して205Pbに壊変する。205Pbは153万年という比較的長い半減期をもって、電子捕獲によって安定同位体である205Tlに落ち着く。一方で、209Poの0.484%は陽電子放出によって崩壊し、209Biに壊変する。209Biは1900京年という極めて長い半減期を持ってアルファ崩壊を起こし、やはり205Tlに改変する。

## 存在量
209Poは先述したとおり、ポロニウムの同位体の中では最長寿命核種である。しかし、209Poは天然では全く見られない。天然に存在する同位体は210Poという半減期が138.376日の核種である。これは209Po、208Poに次いで長い半減期を持つ同位体であるが、209Poと比べれば270分の1しかない短命の核種である。
210Poは、ウラン系列とよばれる、天然に豊富に存在するウランの同位体である238Uから始まる崩壊過程によって出現する核種であるため、常に極微量ながら天然に存在する事ができる。一方で209Poは、その親核種のいずれもが天然に存在しない不安定な核種であるため、娘核種にあたる209Poもまた天然には存在し得ないのである。
209Poを人工的に得るためには、鉛やビスマスのターゲットに加速した重陽子を衝突させることで208Poと共に得ることが出来る。210Poとの区別はガンマ線のスペクトルの違いから見分けることが可能である。